# Kungliga Tekniska högskolans bibliotek

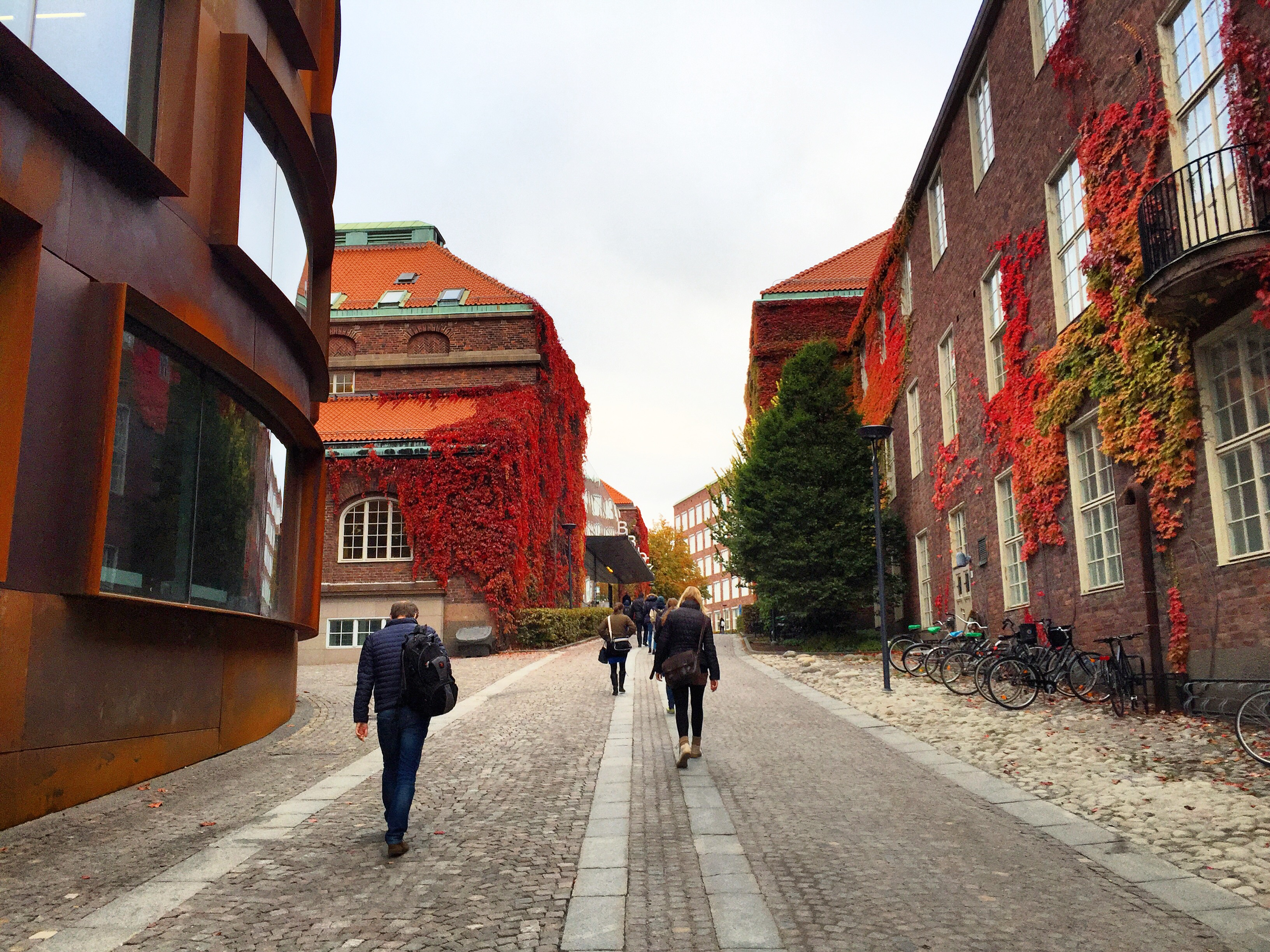
Osquars backe upp mot KTH Biblioteket.

Kungliga Tekniska högskolans bibliotek (förkortat KTHB) är Sveriges största bibliotek för teknologi och dess grundvetenskaper. Grunden till KTHB lades 1827 när Teknologiska Institutet grundades i Stockholm. Huvudbiblioteket är beläget på Kungliga Tekniska högskolans campus på Norra Djurgården i centrala Stockholm. Därtill tillkommer ett filialbibliotek i Södertälje.

## Historia
Grunden till KTHB skapades 1827 när Teknologiska institutet grundades i Stockholm. Institutets första chef, Gustav Magnus Schwartz, genomförde en studieresa till Frankrike, Tyskland och England med mål att bland annat köpa böcker till institutets bibliotek. Den första samlingen med 800 volymer bestod av breda hantverksämnen. På sitt andra styrelsemöte beslöt institutets styrelse att göra bibliotekets exlibris till skolans framtida sigill. Texten Vetenskap och konst är fortfarande Tekniska Högskolans motto.
Gustav Magnus Schwartz avgick från posten som institutets chef 1845 och ersattes av professor Joachim Åkerman och under hans tid fokuserade biblioteket helt på vetenskaplig litteratur. 1869 överfördes Falu Bergsskola till institutet, och 2000 böcker inom metallurgi och kemi tillfördes biblioteket.
Biblioteket besöktes 2013 av USA:s president Barack Obama.

## Samlingarna

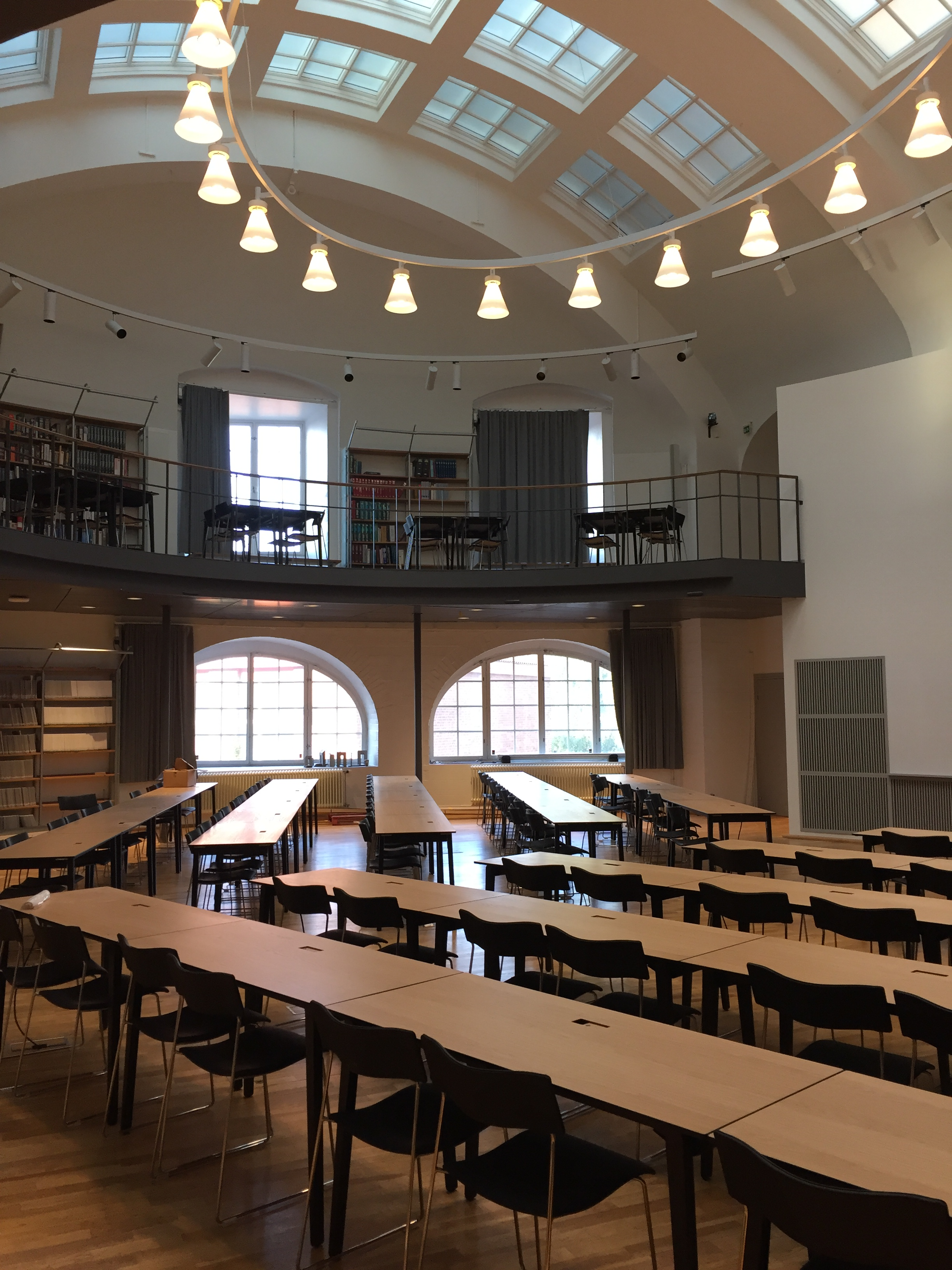
Ångdomen, numera tyst läsesal.

Bibliotekets huvudsakliga förvärvsfokus ligger idag på elektroniska böcker och tidskrifter. KTH Biblioteket ansvarar för KTH:s publikationsdatabas DiVA., där alla KTH:s publikationer samlas.
Biblioteket har omfattande tryckta samlingar som har byggts upp under dess historia, varav några specialsamlingar har övertagits från andra aktörer.
- Den äldre boksamlingen som består av 60000 volymer från 1827-1960 och som förvaras i huvudbiblioteket.[3]
- Teknik- och vetenskapshistoriska samlingen som både innehåller äldre litteratur och modern litteratur i ämnet.[4]
- Studsvikssamlingen med litteratur och rapporter från Studsviks forna bibliotek inriktat på energi- och energirelaterad miljöteknik.[5]
- Byggdoksamlingen med litteratur inom fastighet, bygg och miljö,[6] som övertogs från Institutet för byggdokumentation (Byggdok) när detta institut lades ner vid årsskiftet 2003/2004.[7]
- Flygsamlingen med flygteknik, aerodynamik, rymdteknik och fluidmekanik.[8]
- Holm-samlingen är en särskild litteratursamling med anknytning till fysikern Ragnar Holms forskning.[9]

## Byggnaden

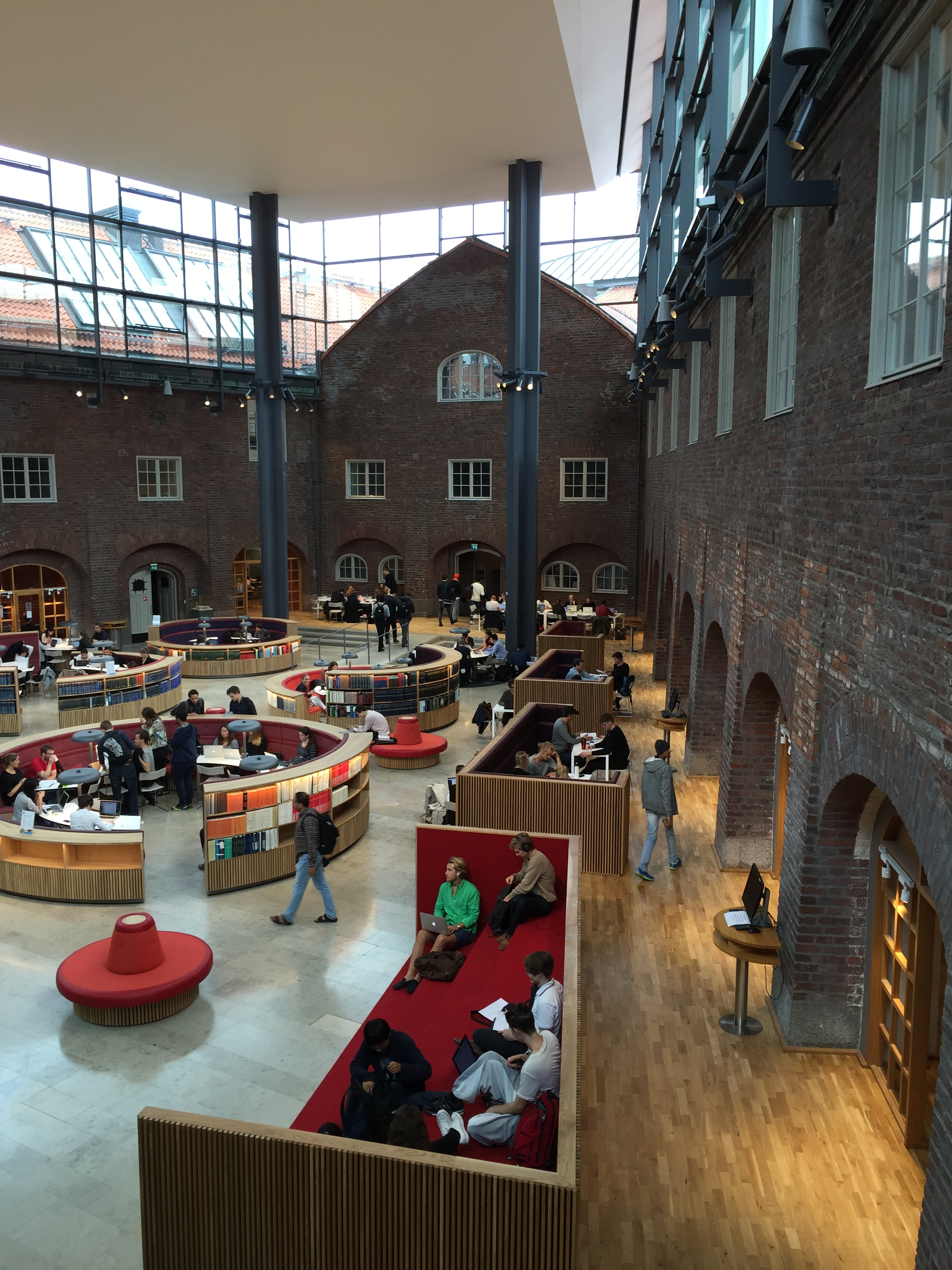
Bibliotekshallen efter renoveringen 2016.

Huvudbiblioteket är inrymt i en byggnad från 1917 ritad av Erik Lallerstedt, som även ritade resten av Högskolans nya campus vid Östra station. Byggnaden, som går under smeknamnet byxbenet efter sin form, var en trekantig byggnad bestående av två vinkelställda byggnadslängor med en öppen, trekantig gård, som vette mot Osquars backe. I byggnadens spets, där byggnadslängorna möttes fanns ångdomen, vilket var ett stort pannrum som både fungerade som KTH:s panncentral och som laboratorium för forskning och utveckling. Trots att byggnaden blev k-märkt redan 1935 genomgick den ett antal ombyggnationer som förvanskade den ursprungliga arkitekturen och på 1950-talet överbyggdes den tidigare öppna gården.
Under perioden 2000-2002 byggdes huset om och till efter ritningar av arkitekt Per Ahrbom. Tillbyggnaden från 1950-talet revs och en ny smal entré och kontorsbyggnad med glasfasad uppfördes mot Osquars backe, över det frigjorda gårdsutrymmet bakom den nya entrébyggnaden vilar på femton meter höga pelare ett nytt tak. Den glasade fasaden mot Osquars backe är tänkt att låta ljuset under kvällar och den mörka årstiden nå ut mot backen och bilda ett förrum till biblioteket. Det nya taket över gården är betydligt högre än de gamla byggnadens takfot, och vertikala glasväggar förbinder takfoten med det nya taket. Gården är bibliotekets centrala rum, och resten av biblioteket grupperar sig kring gården. De gamla fasader har renoverats, både mot gården och ut mot gatorna. Invändigt har också den gamla delen av huset renoverats och återfått mycket av den ursprungliga arkitekturen, ångdomen fungerar idag som en läsesal i två våningar.
Om- och tillbyggnaden för biblioteket har vunnit ett flertal arkitekturpriser. Per Ahrbom belönades med Helgopriset, Statens fastighetsverks arkitekturpris med motiveringen för skickligt utförda tillägg som skapar en helhet som med stor respekt ansluter till Lallerstedts, sedan 1935, byggnadsminnesförklarade anläggning. Han fick också ROT-priset för biblioteket, juryn framhöll bland annat att de nya tilläggen är modernt djärva. De kontrasterar men underordnar sig samtidigt Lallerstedts äldre arkitektur på ett poetiskt och skickligt sätt. Osquars backe har förvandlats från en blåsig uppförsbacke till en ny välkomnande entré- och samlingsplats för Teknis elever och personal. Även interiören, signerad arkitekten Josefin Backman, belönades med 2002 års Guldstol i kategorin "Bästa interiör".

## Galleri

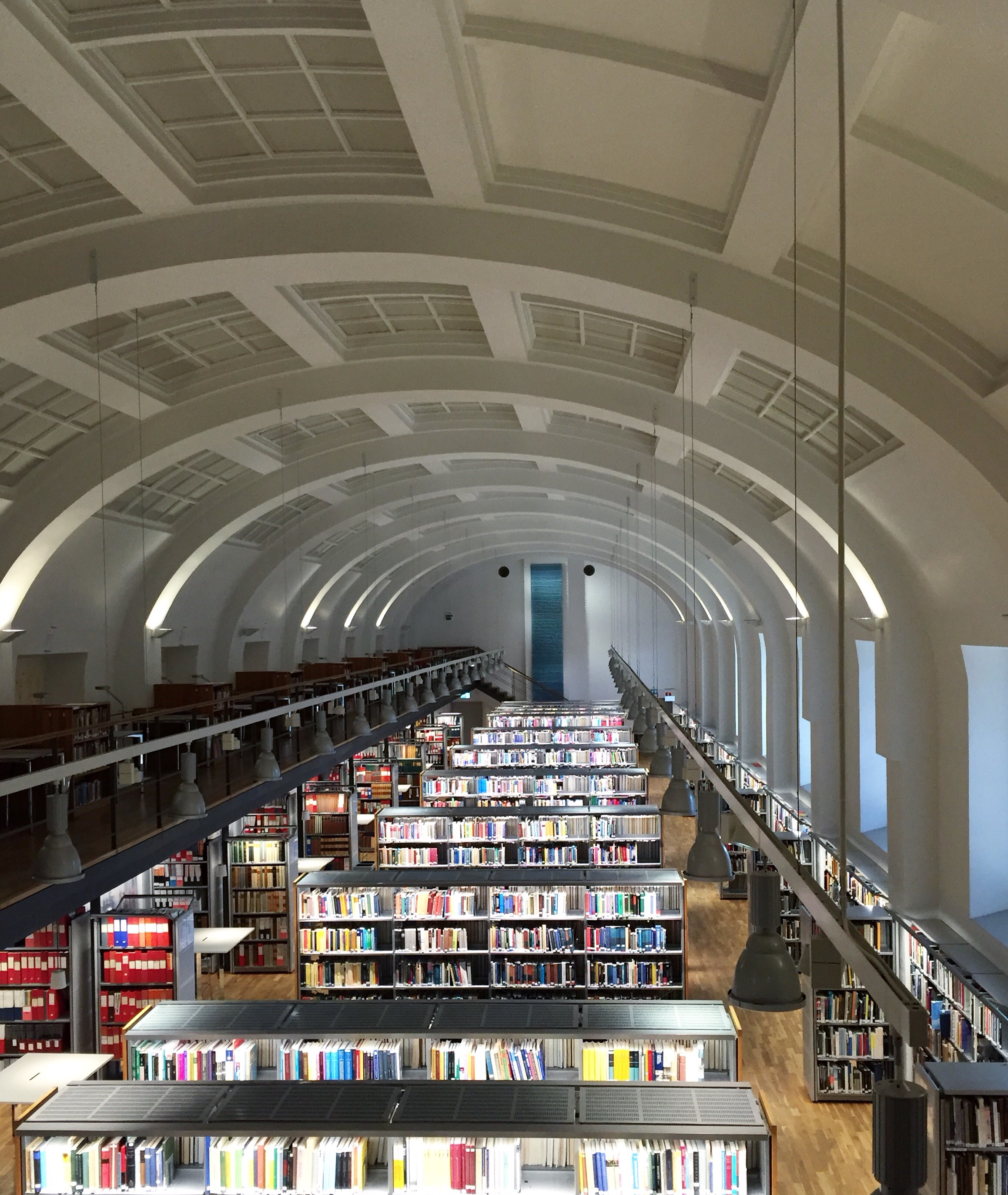
Boksamling och läsplatser i Norra galleriet.
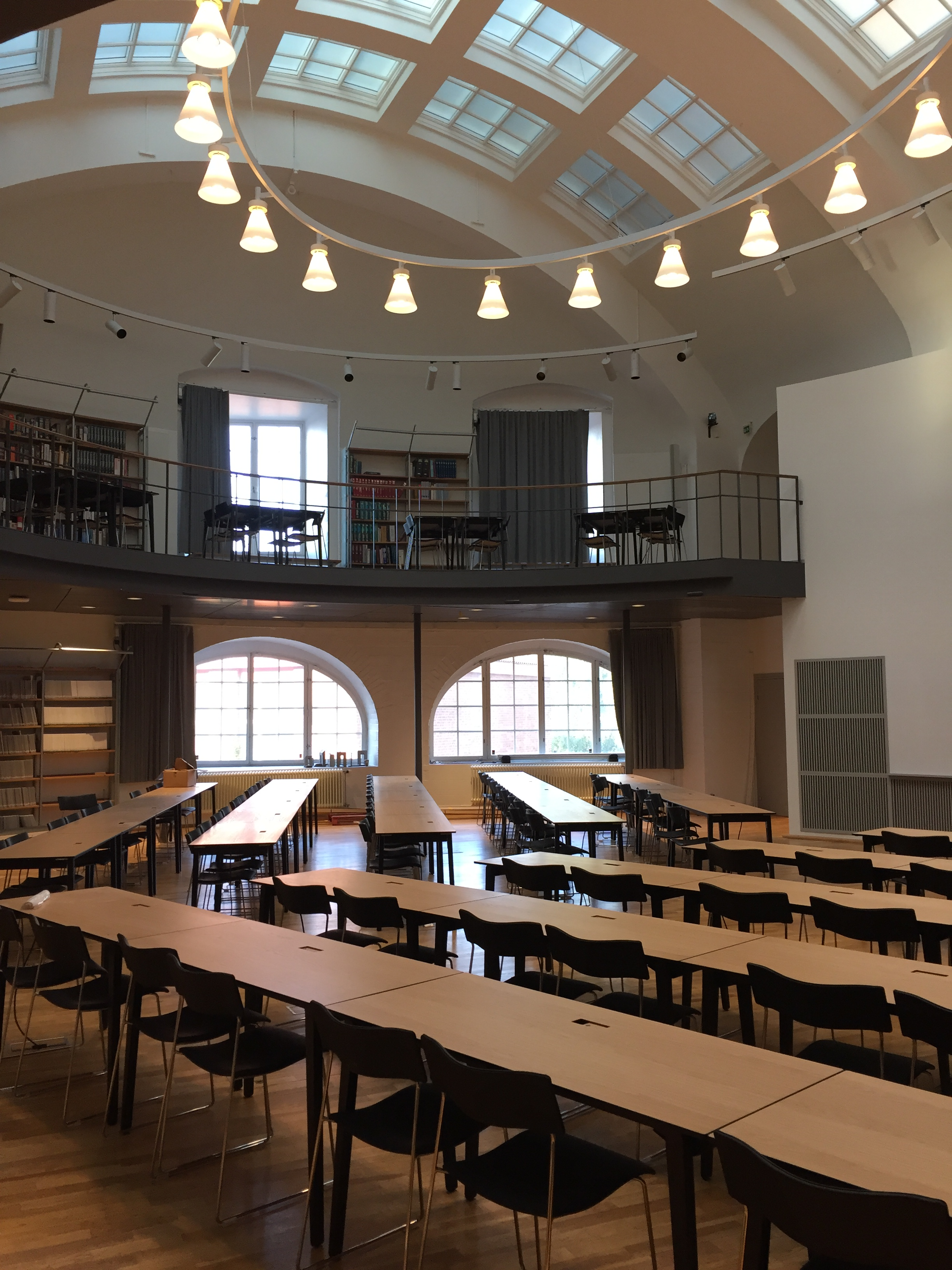
Den forma Ångdomen, numera tyst läsesal.
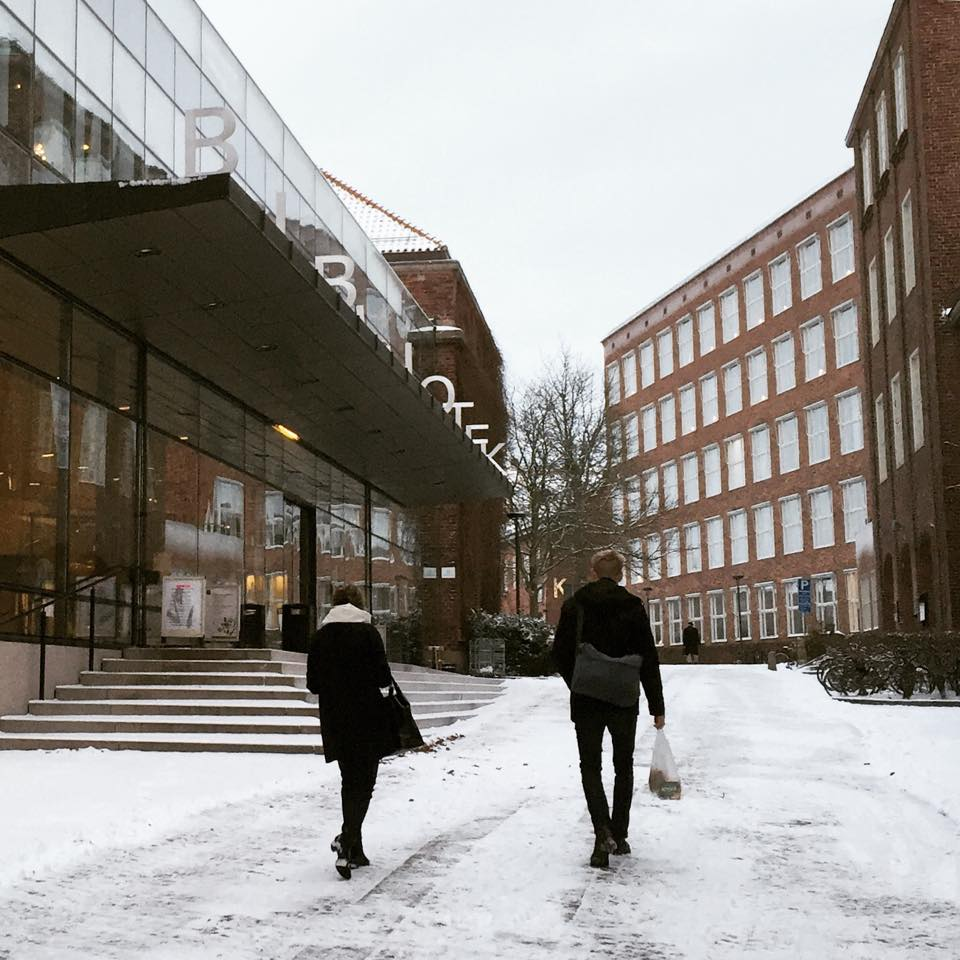
Biblioteksentrén på vintern.
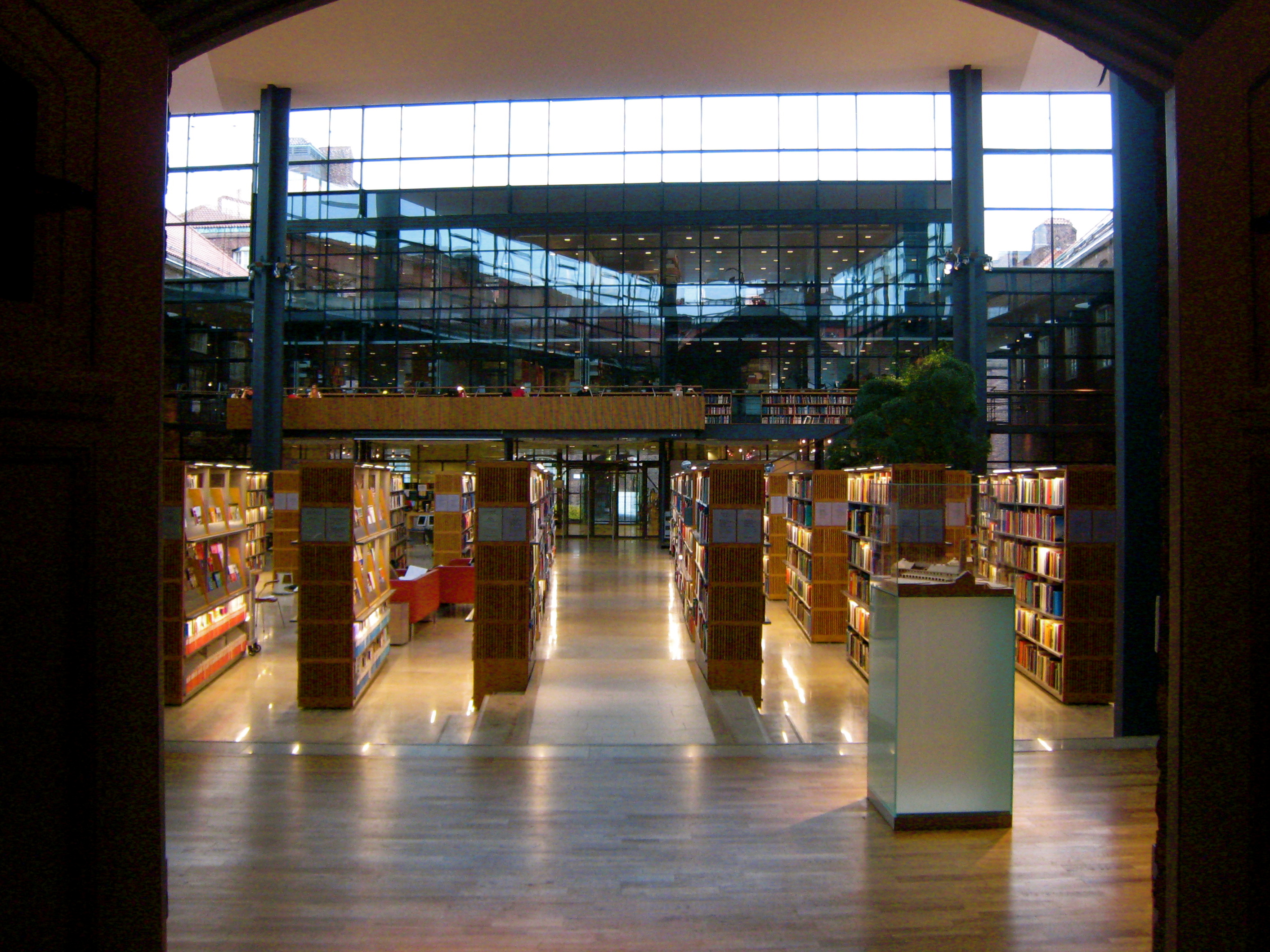
Vy mot gårdsrummet innan renoveringen 2016.
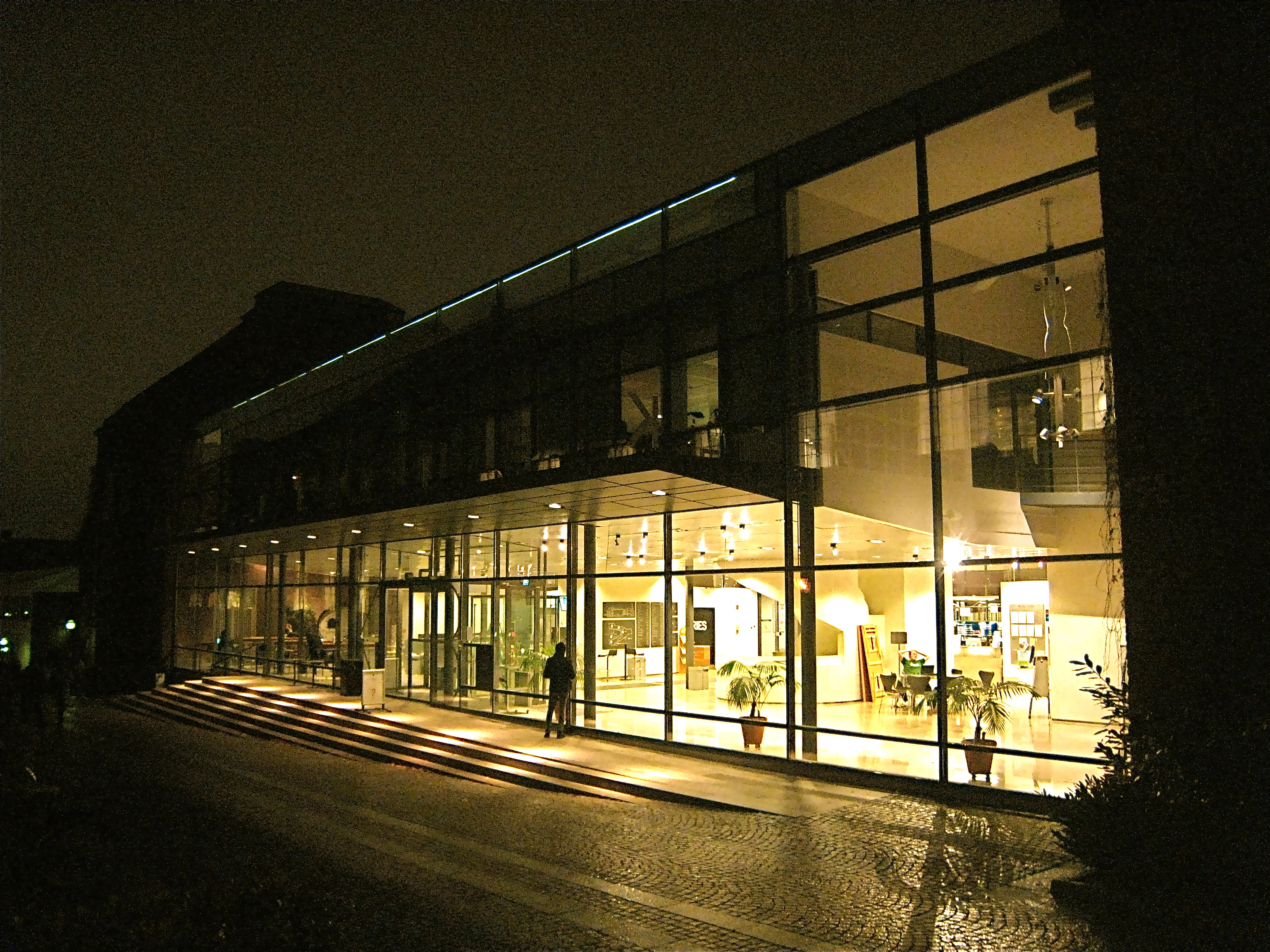
Biblioteket i mörker.